# Commerce-de-Marseille-Klasse
Die Commerce-de-Marseille-Klasse (auch als Océan-Klasse bezeichnet) war eine Klasse von 118-Kanonen-Linienschiffen 1. Ranges der französischen Marine. Die Entwürfe gehen im Wesentlichen auf den Ingenieur Jacques-Noël Sané zurück. Ab 1788 wurden fünfzehn Einheiten fertiggestellt, von denen die letzte 1854 in Dienst gestellt wurde. Eine Sechzehnte wurde nie vollendet und vier weitere wurden nie zu Wasser gelassen. Commerce de Marseille ist das erste Schiff der Baureihe, das auf See fuhr. Die États de Bourgogne wurde allerdings wesentlich früher bestellt. In der englischsprachigen Literatur und teilweise auch in der französischsprachigen ist deshalb die États de Bourgogne (später umbenannt in Océan) das Typschiff.

## Entwurf
Der Entwurf für die ersten 118-Kanonen-Dreidecker-Kriegsschiffe entstand 1782 nach einem Entwurf des Schiffbauers Antoine Groignard. Mit einem zusätzlichen Kanonenpaar auf jedem Deck (einschließlich des Achterdecks) erhöhte sich die Feuerkraft dieser Großkampfschiffe von 110 auf 118 Kanonen, darunter 32 36-Pfünder-Kanonen im unteren Kanonendeck. Die französische Marine bestellte zwei davon, die in Toulon und Brest gebaut werden sollten. Der Schiffbauer, der mit dem Bau des letzteren Schiffes beauftragt wurde, war Jacques-Noël Sané.

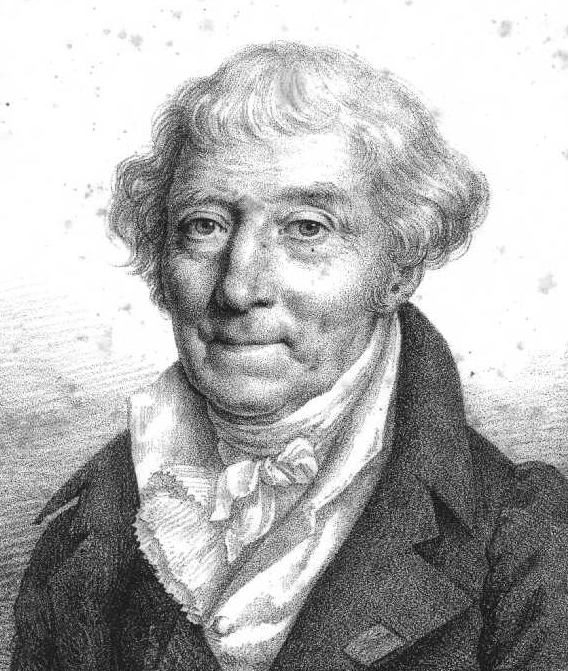
Jacques Noel Sane
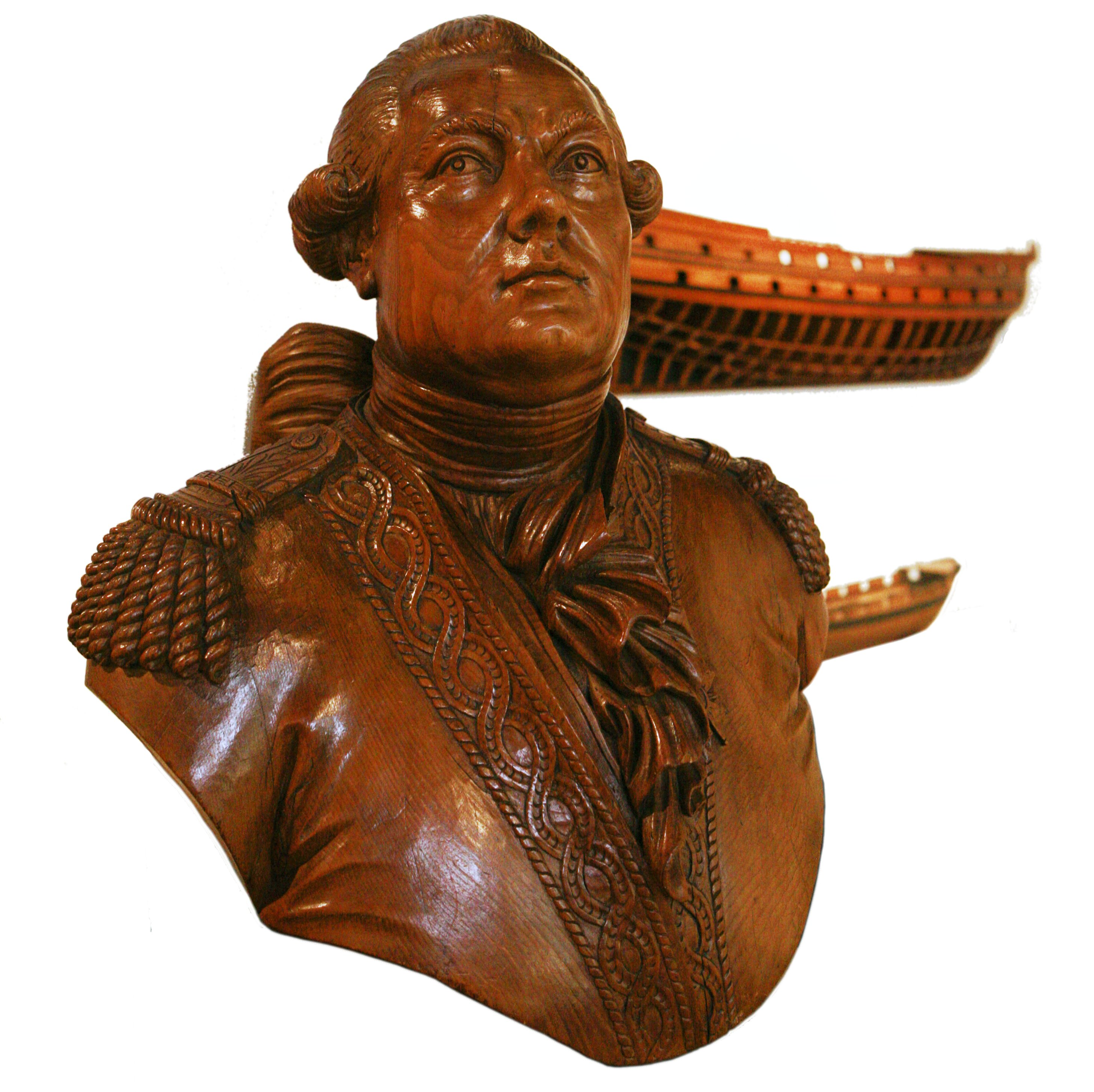
Antoine Groignard
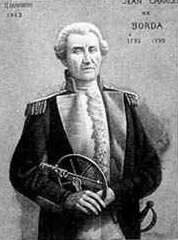
Jean Charles Borda

Mit dem Beginn des Friedens nach dem Ende des amerikanischen Unabhängigkeitskrieges wurden diese beiden Schiffe jedoch zusammen mit mehreren anderen im Jahr 1783 storniert. Das Konzept wurde 1785 wiederbelebt, als Sané in Zusammenarbeit mit Jean-Charles de Borda das Design der Commerce de Marseille entwickelte, was einen Fortschritt in der Entwicklung des Schiffsdesigns darstellte. Der Rumpf war einfach mit geraden horizontalen Linien, minimalen Verzierungen und Neigungen ausgelegt. Das Achterdeck war fast ein integraler Bestandteil der Reling, und das Vorschiff war minimal entwickelt.
Die Schiffe waren als Geschützplattformen und Segler äußerst erfolgreich. Früher wurden Schiffe, die nur halb so groß wie die Océan-Schiffe waren, vor den Herbststürmen in den Hafen gebracht und galten als sehr unhandlich.
Die ersten beiden Einheiten der Océan-Klasse schienen weniger stark als benötigt gewesen zu sein: Die 1793 von den Briten erbeutete Commerce de Marseille wurde von diesen als Lagerschiff benutzt. Das zweite Schiff, die Océan, wurde ein Jahrzehnt umfassend umgebaut. Dies deutet darauf hin, dass das Anwachsen der Größe von Holzkriegsschiffen strukturelle Probleme verursachte, die nur allmählich gelöst wurden.
Obwohl diese Schiffe kostspielig waren, änderte sich ihr Design mit der Einführung einer zweiten (modifizierten) Gruppe im Jahr 1806 in Bezug auf die Gesamttonnage, um noch größer zu werden. 18-Pfünder-Kanonen wurden auf ihrem Oberdeck installiert. Bis dahin galt für französische Dreideckschiffe ein Maximum von 12-Pfund-Kanonen. Die Austerlitz bildete ab 1805 das Typschiff für die Océan-Klasse.

## Baugeschichte
Mit der États de Bourgogne (1785), Commerce de Marseille (1786) und Dauphin Royal (1789) wurden drei Schiffe in den späten 1780er Jahren – noch zur Zeit des Ancien Régime – bestellt und bis 1793 in Dienst gestellt. Diesen folgten 1793 bzw. 1794 weitere sechs Bauaufträge, von welchen aber nur die ersten zwei (Majestueux und Vengeur) auf Kiel gelegt und bis 1804 in Dienst gestellt wurden.
Eine zweite Gruppe von elf Einheiten wurde während des Empire (Napoleon Bonaparte) bestellt; einige der späteren Schiffe wurden erst nach dem Ende der napoleonischen Ära als Austerlitz-Klasse bezeichnet. Eine reduzierte, verkürzte Version dieses Entwurfs, die Commerce-de-Paris-Klasse mit nur 110 Kanonen, wurde später hergestellt, von denen zwei Muster zu Ende gebaut wurden.
Mit 5.095 Tonnen Verdrängung und 118 Kanonen war dieser Schiffstyp der größte bis dahin gebaute. Bis 1790 hatte Großbritannien, die größte der Marine-Nationen, keine besonders großen Linienschiffe gebaut. Frankreich leitete mit der Océan-Klasse eine neue Phase des Linienschiffbaus ein. Zusammen mit den 74-Kanonen-Schiffen der Téméraire-Klasse und den 80-Kanonen-Schiffen der Tonnant-Klasse sollten die Océan-120-Kanone-Schiffe in den Kriegsjahren 1793 bis 1815 zu einer der drei französischen Standardtypen von Linienschiffen werden. Sie waren die mächtigsten Schiffe der Napoleonischen Kriege und insgesamt zehn dienten während dieser Zeit. Diese Schiffe waren jedoch in Bezug auf Baumaterial, Artillerie und Mannschaft teuer und waren daher Admiralen als Flaggschiffe ihrer Flotte vorbehalten. Einige der Schiffe verbrachten 40 Jahre im Dienst und waren 1860 noch in Betrieb, drei von ihnen wurden in den 1850er Jahren mit Hilfsdampfmaschinen ausgerüstet.

## Einheiten

### Commerce-de-Marseille-Gruppe
| Name                                                                               | Bauwerft             | Bestellung         | Kiellegung       | Stapellauf       | Indienststellung | Verbleib (Bemerkungen) |
| ---------------------------------------------------------------------------------- | -------------------- | ------------------ | ---------------- | ---------------- | ---------------- | --- |
| États de Bourgogne Montagne (ab August 1793) Peuple (Mai 1795) Océan (ab Mai 1795) | Arsenal de Brest     | 30. September 1785 | 12. August 1786  | 8. November 1790 | Dezember 1790    | außer Dienst 1850, abgebrochen 1855/56 |
| Commerce de Marseille                                                              | Arsenal de Toulon    | 1786               | September 1786   | 7. August 1788   | Oktober 1790     | Im August 1793 (Einnahme und Belagerung von Toulon) durch die Royal Navy gekapert, als HMS Commerce de Marseille in Dienst gestellt, ab 1799 Gefängnishulk, abgebrochen 1856 |
| Dauphin Royal Sans Culotte (ab 1792) Orient (ab 1795)                              | Arsenal de Toulon    | 21. November 1789  | Mai 1790         | 20. Juli 1791    | August 1793      | Im August 1798 explodiert (Seeschlacht bei Abukir) |
| Majestueux République française (ab 1794) Majestueux (ab 1803)                     | Arsenal de Rochefort | 1793               | März 1794        | 18. April 1802   | August 1803      | abgebrochen 1839 |
| Vengeur Peuple (ab 1793) Vengeur (ab 1794) Impérial (ab 1805)                      | Arsenal de Brest     | 1793               | 17. Oktober 1793 | 1. Oktober 1803  | Februar 1804     | Im Februar 1806 auf Grund gelaufen und geentert (Schlacht von San Domingo) anschließend durch Feuer zerstört                                                                 |
| Fleurus                                                                            | Arsenal de Toulon    | 1793               | keine Fertigung  | keine Fertigung  | keine Fertigung  | keine Fertigung |
| Quartorze Juillet                                                                  | Arsenal de Toulon    | 1793               | keine Fertigung  | keine Fertigung  | keine Fertigung  | keine Fertigung |
| Liberte des Mers                                                                   | Arsenal de Brest     | 1794               | keine Fertigung  | keine Fertigung  | keine Fertigung  | keine Fertigung |
| Républicain                                                                        | Arsenal de Rochefort | 1794               | keine Fertigung  | keine Fertigung  | keine Fertigung  | keine Fertigung |

### Austerlitz-Gruppe
| Name                                                                                                   | Bauwerft             | Bestellung        | Kiellegung     | Stapellauf                       | Indienststellung                                                                    | Verbleib (Bemerkungen)                                                              |
| --- | -------------------- | ----------------- | -------------- | -------------------------------- | ----------------------------------------------------------------------------------- | ----------------------------------------------------------------------------------- |
| Austerlitz                                                                                             | Arsenal de Toulon    | 19. Dezember 1805 | 10. April 1806 | 15. August 1808                  | August 1809                                                                         | abgebrochen 1837                                                                    |
| Marengo Comte d'Artois (ab 1814) Ville de Vienne (1815) Comte d'Artois (1815) Ville de Paris (ab 1830) | Arsenal de Rochefort |                   | 13. Juni 1807  | 10. Mai 1850                     | 25. Juli 1851                                                                       | außer Dienst August 1882, abgebrochen ab Februar 1898                               |
| Monarque Wagram (ab 1810)                                                                              | Arsenal de Toulon    | 1809              | April 1809     | 1. Juli 1810                     | März 1811                                                                           | abgebrochen 1836                                                                    |
| Impérial Royal Louis (ab 1814) Imperial (ab März 1815) Royal Louis (ab Juli 1815)                      | Arsenal de Toulon    | 4. Juni 1810      | 2. Juli 1810   | 1. Dezember 1811                 | August 1812                                                                         | abgebrochen 1825                                                                    |
| Montebello                                                                                             | Arsenal de Toulon    | 1810              | Oktober 1810   | 6. Dezember 1812                 | August 1813                                                                         | außer Dienst 1867, abgebrochen 1889                                                 |
| Tonnant Louis XIV (ab 1828)                                                                            | Arsenal de Rochefort | 1811              | April 1811     | 28. Februar 1854                 | 1854                                                                                | außer Dienst 1873, abgebrochen 1882                                                 |
| Sans Pareil Roi de Rome (1812) Inflexible (1812) Sans Pareil (1812)                                    | Arsenal de Brest     | 15. März 1811     | April 1811     | 1816 auf der Helling abgebrochen | 1816 auf der Helling abgebrochen                                                    | 1816 auf der Helling abgebrochen                                                    |
| Héros                                                                                                  | Arsenal de Toulon    | 20. Februar 1812  | April 1812     | 15. August 1813                  | Fertiggestellt 1814, keine Indienststellung, abgebrochen 1828                       | Fertiggestellt 1814, keine Indienststellung, abgebrochen 1828                       |
| Inflexible Duc de Bordeaux (ab 1820) Friedland (ab 1830)                                               | Arsenal de Cherbourg | 20. Februar 1812  | 1. Mai 1812    | 4. April 1840                    | 5. Oktober 1840                                                                     | außer Dienst 1864, abgebrochen 1879                                                 |
| Souverain                                                                                              | Arsenal de Toulon    | 20. März 1813     | April 1813     | 25. August 1819                  | 16. April 1840                                                                      | außer Dienst 1885, abgebrochen 1905                                                 |
| Formidable Trocadéro (ab 1823)                                                                         | Arsenal de Toulon    | 20. März 1813     | September 1813 | 14. April 1824                   | Fertiggestellt Oktober 1824, keine Indienststellung, März 1836 durch Brand zerstört | Fertiggestellt Oktober 1824, keine Indienststellung, März 1836 durch Brand zerstört |

## Technische Beschreibung
Die Klasse war als Batterieschiff mit drei durchgehenden Geschützdecks konzipiert und hatte eine Länge von 63,83 Metern (Geschützdeck) bzw. 57,82 Metern (Kiel), eine Breite von 16,24 Metern und einen Tiefgang von 8,12 Metern bei einer Verdrängung von 5.095 Tonnen. Sie war ein Rahsegler mit drei Masten (Fockmast, Großmast und Kreuzmast). Der Rumpf schloss im Heckbereich mit einem Heckspiegel, in den Galerien integriert waren, die in die seitlich angebrachten Seitengalerien mündeten.
Die Besatzung hatte eine Stärke von 1.130 Mann. Die Bewaffnung der Klasse bestand bei Entwicklung aus 118 Kanonen, wobei sich die Anzahl von diesen und das Kaliber im Laufe der Dienstzeit veränderten.
|                   | Unteres Batteriedeck                             | Mittleres Batteriedeck                          | Oberes Batteriedeck      | Backdeck                                          | Achterdeck                                        | Kanonen (Geschossgewicht) |
| ----------------- | ------------------------------------------------ | ----------------------------------------------- | ------------------------ | ------------------------------------------------- | ------------------------------------------------- | ------------------------- |
| Design            | 32 × 36-Pfünder-Kanonen                          | 34 × 24-Pfünder-Kanonen                         | 34 × 12-Pfünder-Kanonen  | 18 × 8-Pfünder-Kanonen                            | 18 × 8-Pfünder-Kanonen                            | 118 Kanonen (616,77 kg)   |
| 1793 Montagne     | 32 × 36-Pfünder-Kanonen                          | 34 × 24-Pfünder-Kanonen                         | 34 × 12-Pfünder-Kanonen  | 18 × 8-Pfünder-Kanonen 4 × 36-Pfünder-Haubitzen   | 18 × 8-Pfünder-Kanonen 4 × 36-Pfünder-Haubitzen   | 122 Geschütze (652,01 kg) |
| 1804 Vengeur      | 32 × 36-Pfünder-Kanonen                          | 34 × 24-Pfünder-Kanonen                         | 34 × 12-Pfünder-Kanonen  | 18 × 8-Pfünder-Kanonen 6 × 36-Pfünder-Haubitzen   | 18 × 8-Pfünder-Kanonen 6 × 36-Pfünder-Haubitzen   | 124 Geschütze (669,66 kg) |
| Design Austerlitz | 32 × 36-Pfünder-Kanonen                          | 34 × 24-Pfünder-Kanonen                         | 34 × 18-Pfünder-Kanonen  | 14 × 8-Pfünder-Kanonen 12 × 36-Pfünder-Karronaden | 14 × 8-Pfünder-Kanonen 12 × 36-Pfünder-Karronaden | 126 Geschütze (764,60 kg) |
| 1857 Souverain    | 16 × 36-Pfünder-Kanonen 16 × 22-cm-Bombenkanonen | 24 × 30-Pfünder-Kanonen 8 × 22-cm-Bombenkanonen | 32 × 16-cm-Bombenkanonen | 2 × 16-Pfünder-Kanonen 12 × 30-Pfünder-Karronaden | 2 × 16-Pfünder-Kanonen 12 × 30-Pfünder-Karronaden | 110 Geschütze (994,66 kg) |